# Copa Libertadores da América de 2013
A Copa Libertadores da América de 2013 foi a 54.ª edição do torneio de futebol realizada anualmente pela CONMEBOL. Participaram clubes das dez associações sul-americanas mais três clubes do México.
Durante o mês de junho, a competição foi interrompida após a disputa das quartas de final devido à realização da Copa das Confederações no Brasil.
A partir desta edição, adotou-se a nomenclatura oficial de Copa Bridgestone Libertadores, após a fabricante de pneus japonesa Bridgestone passar a ser a patrocinadora principal, substituindo após cinco anos o banco espanhol Santander. Outra novidade apresentada para esta temporada foi a bola da competição, intitulada "Maxim", que foi utilizada também no Campeonato Sul-Americano de Futebol Sub-20 de 2013. A pelota já fazia parte dos campeonatos espanhol, inglês e italiano.
Com relação ao regulamento, pela primeira vez o acumulo de três cartões amarelos rendeu suspensão automática aos jogadores (até 2012 apenas uma multa era aplicada aos clubes por cada cartão amarelo). Essa alteração permitiu a inscrição de até 30 jogadores por equipe, a partir da segunda fase.
Atlético Mineiro e Olimpia chegaram à final da competição, com o primeiro chegando a uma final inédita e o clube paraguaio pela sétima vez. Na partida de ida em Assunção, o Olimpia venceu por 2–0, mas o Atlético devolveu o placar no jogo de volta, em Belo Horizonte, e o título foi decidido nos pênaltis, após a prorrogação sem gols. O clube brasileiro venceu por 4–3 e conquistou a Copa Libertadores pela primeira vez. Com isso, garantiu vaga no Mundial de Clubes de 2013 no Marrocos e o direito de disputar a Recopa Sul-Americana de 2014 contra o vencedor da Copa Sul-Americana de 2013, que foi o Lanús.
Nesta edição, pela primeira vez seis clubes de um mesmo país se classificaram para a fase de oitavas de final, com o Brasil classificando todos os seus representantes.

## Equipes classificadas
| País                               | Equipe                    | Classificação                                                                             |
| ---------------------------------- | ------------------------- | ----------------------------------------------------------------------------------------- |
| Argentina · (5 vagas)              | Arsenal de Sarandí        | Campeão do Torneio Clausura 2012                                                          |
| Argentina · (5 vagas)              | Vélez Sarsfield           | Campeão do Torneio Inicial 2012                                                           |
| Argentina · (5 vagas)              | Newell's Old Boys         | Melhor pontuação na tabela agregada de 2012                                               |
| Argentina · (5 vagas)              | Boca Juniors              | 2ª melhor pontuação na tabela agregada de 2012                                            |
| Argentina · (5 vagas)              | Tigre                     | Melhor colocado na Copa Sul-Americana de 2012 não classificado                            |
| Bolívia · (3 vagas)                | The Strongest             | Campeão dos torneios Clausura e Apertura 2012                                             |
| Bolívia · (3 vagas)                | San José                  | Vice-campeão dos torneios Clausura e Apertura 2012                                        |
| Bolívia · (3 vagas)                | Bolívar                   | Vencedor da partida entre os 3os colocados nos torneio Clausura e Apertura 2012           |
| Brasil · (5 vagas + atual campeão) | Corinthians               | Campeão da Copa Libertadores de 2012                                                      |
| Brasil · (5 vagas + atual campeão) | Fluminense                | Campeão do Campeonato Brasileiro Série A 2012                                             |
| Brasil · (5 vagas + atual campeão) | Palmeiras                 | Campeão da Copa do Brasil de 2012                                                         |
| Brasil · (5 vagas + atual campeão) | Atlético Mineiro          | Vice-campeão do Campeonato Brasileiro Série A 2012                                        |
| Brasil · (5 vagas + atual campeão) | Grêmio                    | 3º colocado do Campeonato Brasileiro Série A 2012                                         |
| Brasil · (5 vagas + atual campeão) | São Paulo                 | 4º colocado do Campeonato Brasileiro Série A 2012 e campeão da Copa Sul-Americana de 2012 |
| Chile · (3 vagas)                  | Universidad de Chile      | Campeão do Torneio Apertura 2012                                                          |
| Chile · (3 vagas)                  | Huachipato                | Campeão do Torneio Clausura 2012                                                          |
| Chile · (3 vagas)                  | Deportes Iquique          | Melhor pontuação na temporada 2012                                                        |
| Colômbia · (3 vagas)               | Santa Fe                  | Campeão do Torneio Apertura 2012                                                          |
| Colômbia · (3 vagas)               | Millonarios               | Campeão do Torneio Finalización 2012                                                      |
| Colômbia · (3 vagas)               | Deportes Tolima           | Melhor pontuação na temporada 2012                                                        |
| Equador · (3 vagas)                | Barcelona de Guayaquil    | Campeão do Campeonato Equatoriano de 2012                                                 |
| Equador · (3 vagas)                | Emelec                    | Vice-campeão do Campeonato Equatoriano de 2012                                            |
| Equador · (3 vagas)                | LDU Quito                 | 3º colocado no Campeonato Equatoriano de 2012                                             |
| Paraguai · (3 vagas)               | Libertad                  | Campeão do Torneio Clausura de 2012 (melhor pontuação)                                    |
| Paraguai · (3 vagas)               | Cerro Porteño             | Campeão do Torneio Apertura de 2012 (2ª melhor pontuação)                                 |
| Paraguai · (3 vagas)               | Olimpia                   | Melhor pontuação entre os não-campeões do Apertura e Clausura 2012                        |
| Peru · (3 vagas)                   | Sporting Cristal          | Campeão do Campeonato Descentralizado 2012                                                |
| Peru · (3 vagas)                   | Real Garcilaso            | Vice-campeão do Campeonato Descentralizado 2012                                           |
| Peru · (3 vagas)                   | Universidad César Vallejo | Melhor pontuação entre os não-finalistas do Campeonato Descentralizado 2012               |
| Uruguai · (3 vagas)                | Nacional                  | Campeão do Campeonato Uruguaio de 2011–12                                                 |
| Uruguai · (3 vagas)                | Peñarol                   | Vice-campeão do Campeonato Uruguaio de 2011–12                                            |
| Uruguai · (3 vagas)                | Defensor Sporting         | Melhor pontuação na tabela agregada de 2011–12                                            |
| Venezuela · (3 vagas)              | Deportivo Lara            | Campeão do Campeonato Venezuelano de 2011–12                                              |
| Venezuela · (3 vagas)              | Caracas                   | Vice-campeão do Campeonato Venezuelano de 2011–12                                         |
| Venezuela · (3 vagas)              | Deportivo Anzoátegui      | Melhor pontuação na tabela agregada de 2011–12                                            |
| México · (3 vagas)                 | Toluca                    | Melhor colocado na fase classificatória do Apertura 2012                                  |
| México · (3 vagas)                 | Tijuana                   | 2º melhor colocado na fase classificatória do Apertura 2012                               |
| México · (3 vagas)                 | León                      | 3° melhor colocado na fase classificatória do Apertura 2012                               |

## Sorteio
O sorteio da fase de grupos e os cruzamentos entre as equipes que iniciarão a partir da primeira fase foi realizado em 21 de dezembro de 2012, no Centro de Convenções da CONMEBOL em Luque, na Grande Assunção, Paraguai.
Foi definido também a composição dos potes de sorteio. Os grupos serão formados por quatro equipes, sendo cada equipe de um pote diferente. Por definição, os brasileiros do "pote 3" não podem estar no mesmo grupo dos brasileiros do "pote 1", porém essa definição não atinge os brasileiros na primeira fase ("pote 4"), por exemplo. O evento foi transmitido no Brasil ao vivo pelo canal por assinatura Fox Sports. Além do sorteio, foram homenageados pela CONMEBOL durante o evento as personalidades José Pekerman, José Milton Melgar, Armando Marques, Faryd Mondragón, Carlos Tapia, Ernesto Guerra Galarza, Carlos Jara Saguier, Percy Rojas e Ever Hugo Almeida.
| Primeira fase                                                               | Primeira fase                                                                                       |
| Pote 1                                                                      | Pote 2                                                                                              |
| --------------------------------------------------------------------------- | --------------------------------------------------------------------------------------------------- |
| - Tigre - Grêmio - São Paulo - Deportes Iquique - Deportes Tolima - Olimpia | - Bolívar - LDU Quito - León - Universidad César Vallejo - Defensor Sporting - Deportivo Anzoátegui |

| Fase de grupos | Fase de grupos                                                                                                 | Fase de grupos | Fase de grupos |
| Pote 1 | Pote 2 | Pote 3 | Pote 4 |
| --- | --- | --- | --- |
| - Corinthians - Fluminense - Vélez Sarsfield - Arsenal de Sarandí - Deportivo Lara - Santa Fe - Barcelona de Guayaquil - Sporting Cristal | - The Strongest - San José - Universidad de Chile - Huachipato - Libertad - Cerro Porteño - Nacional - Peñarol | - Newell's Old Boys - Boca Juniors - Palmeiras - Atlético Mineiro - Millonarios - Emelec - Real Garcilaso - Caracas | - Toluca - Tijuana - Ganhador chave 1 da primeira fase - Ganhador chave 2 da primeira fase - Ganhador chave 3 da primeira fase - Ganhador chave 4 da primeira fase - Ganhador chave 5 da primeira fase - Ganhador chave 6 da primeira fase |

## Transmissão

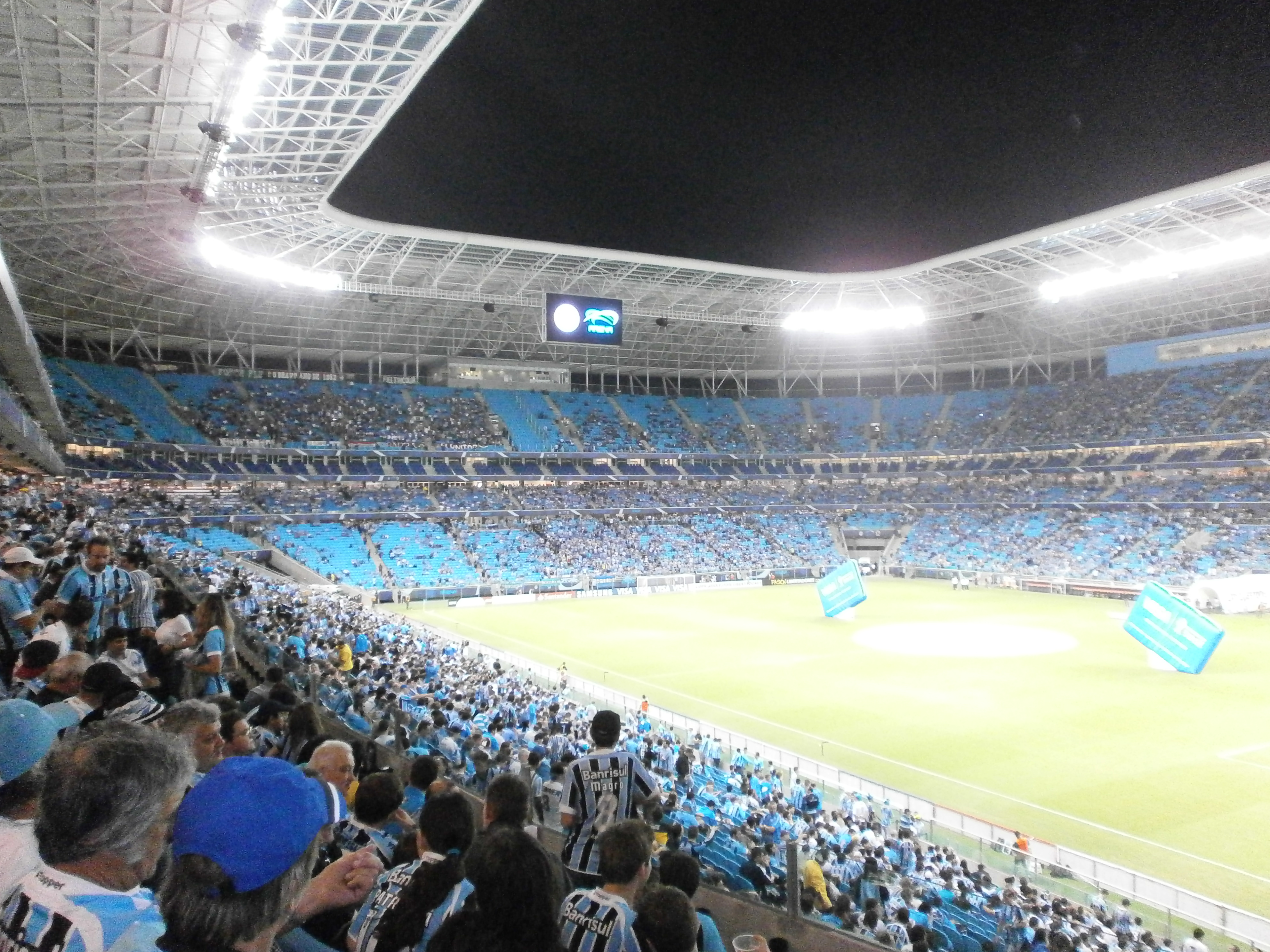
Partida entre Grêmio e Fluminense pela fase de grupos

A Fox Sports é a principal detentora dos direitos de transmissão na América Latina. No Brasil a Rede Globo detém os direitos de TV aberta para o país até a edição de 2018. A emissora transmite até duas partidas envolvendo clubes brasileiros por semana, além da final.
Na TV por assinatura, a Fox Sports e a Globo entraram em acordo para a transmissão de algumas partidas pelo SporTV, após o canal da Globosat perder os direitos de transmissão com a entrada da Fox Sports no Brasil em 2012. No novo acordo, o SporTV só poderá transmitir dois jogos por semana, um deles de forma exclusiva. Em retribuição, a Globo revendeu ao Fox Sports alguns grandes eventos como a Copa do Mundo FIFA de 2014 e os Jogos Olímpicos de 2016.

## Primeira fase
Esta fase foi disputada entre 22 e 31 de janeiro. Doze equipes iniciaram essa fase onde seis se classificaram a fase seguinte. Em caso de igualdade em pontos, o primeiro critério de desempate foi o gol marcado fora de casa. Equipe 1 realizou a partida de ida em casa.
| Chave | Equipe 1          | Total       | Equipe 2                  | Ida | Volta |
| ----- | ----------------- | ----------- | ------------------------- | --- | ----- |
| G1    | Tigre             | 5–1         | Deportivo Anzoátegui      | 2–1 | 3–0   |
| G2    | LDU Quito         | 1–1 (4–5 p) | Grêmio                    | 1–0 | 0–1   |
| G3    | Deportes Tolima   | 2–1         | Universidad César Vallejo | 1–0 | 1–1   |
| G4    | Defensor Sporting | 0–2         | Olimpia                   | 0–0 | 0–2   |
| G5    | São Paulo         | 8–4         | Bolívar                   | 5–0 | 3–4   |
| G6    | León              | 2–2 (2–4 p) | Deportes Iquique          | 1–1 | 1–1   |

## Fase de grupos
As partidas da fase de grupos foram disputadas entre 12 de fevereiro e 18 de abril. As duas melhores equipes de cada grupo avançaram para a fase final, totalizando 16 classificados.

### Grupo 1
| Pos | Equipe                 | Pts | J | V | E | D | GP | GC | SG | Classificado |     | NAC | BOC | TOL | BAR |
| --- | ---------------------- | --- | - | - | - | - | -- | -- | -- | ------------ | --- | --- | --- | --- | --- |
| 1   | Nacional               | 10  | 6 | 3 | 1 | 2 | 10 | 6  | +4 | Fase final   |     | —   | 0–1 | 4–0 | 2–2 |
| 2   | Boca Juniors           | 9   | 6 | 3 | 0 | 3 | 7  | 7  | 0  | Fase final   |     | 0–1 | —   | 1–2 | 1–0 |
| 3   | Toluca                 | 8   | 6 | 2 | 2 | 2 | 8  | 11 | −3 |              |     | 2–3 | 3–2 | —   | 1–1 |
| 4   | Barcelona de Guayaquil | 6   | 6 | 1 | 3 | 2 | 5  | 6  | −1 |              | 1–0 | 1–2 | 0–0 | —   |     |

### Grupo 2
| Pos | Equipe           | Pts | J | V | E | D | GP | GC | SG | Classificado |     | PAL | TIG | LIB | CRI |
| --- | ---------------- | --- | - | - | - | - | -- | -- | -- | ------------ | --- | --- | --- | --- | --- |
| 1   | Palmeiras        | 9   | 6 | 3 | 0 | 3 | 5  | 5  | 0  | Fase final   |     | —   | 2–0 | 1–0 | 2–1 |
| 2   | Tigre            | 9   | 6 | 3 | 0 | 3 | 9  | 10 | −1 | Fase final   |     | 1–0 | —   | 0–2 | 3–1 |
| 3   | Libertad         | 8   | 6 | 2 | 2 | 2 | 10 | 9  | +1 |              |     | 2–0 | 3–5 | —   | 2–2 |
| 4   | Sporting Cristal | 8   | 6 | 2 | 2 | 2 | 8  | 8  | 0  |              | 1–0 | 2–0 | 1–1 | —   |     |

### Grupo 3
| Pos | Equipe             | Pts | J | V | E | D | GP | GC | SG | Classificado |     | ATM | SPL | ARS | STR |
| --- | ------------------ | --- | - | - | - | - | -- | -- | -- | ------------ | --- | --- | --- | --- | --- |
| 1   | Atlético Mineiro   | 15  | 6 | 5 | 0 | 1 | 16 | 9  | +7 | Fase final   |     | —   | 2–1 | 5–2 | 2–1 |
| 2   | São Paulo          | 7   | 6 | 2 | 1 | 3 | 8  | 8  | 0  | Fase final   |     | 2–0 | —   | 1–1 | 2–1 |
| 3   | Arsenal de Sarandí | 7   | 6 | 2 | 1 | 3 | 10 | 15 | −5 |              |     | 2–5 | 2–1 | —   | 2–1 |
| 4   | The Strongest      | 6   | 6 | 2 | 0 | 4 | 8  | 10 | −2 |              | 1–2 | 2–1 | 2–1 | —   |     |

### Grupo 4
| Pos | Equipe           | Pts | J | V | E | D | GP | GC | SG | Classificado |     | VEL | EME | PEN | IQU |
| --- | ---------------- | --- | - | - | - | - | -- | -- | -- | ------------ | --- | --- | --- | --- | --- |
| 1   | Vélez Sarsfield  | 13  | 6 | 4 | 1 | 1 | 10 | 3  | +7 | Fase final   |     | —   | 0–0 | 3–1 | 3–0 |
| 2   | Emelec           | 10  | 6 | 3 | 1 | 2 | 5  | 4  | +1 | Fase final   |     | 1–0 | —   | 2–0 | 2–1 |
| 3   | Peñarol          | 9   | 6 | 3 | 0 | 3 | 7  | 7  | 0  |              |     | 0–1 | 1–0 | —   | 3–0 |
| 4   | Deportes Iquique | 3   | 6 | 1 | 0 | 5 | 5  | 13 | −8 |              | 1–3 | 2–0 | 1–2 | —   |     |

### Grupo 5
| Pos | Equipe      | Pts | J | V | E | D | GP | GC | SG | Classificado |     | COR | TIJ | SJO | MIL |
| --- | ----------- | --- | - | - | - | - | -- | -- | -- | ------------ | --- | --- | --- | --- | --- |
| 1   | Corinthians | 13  | 6 | 4 | 1 | 1 | 10 | 2  | +8 | Fase final   |     | —   | 3–0 | 3–0 | 2–0 |
| 2   | Tijuana     | 13  | 6 | 4 | 1 | 1 | 8  | 4  | +4 | Fase final   |     | 1–0 | —   | 4–0 | 1–0 |
| 3   | San José    | 5   | 6 | 1 | 2 | 3 | 5  | 11 | −6 |              |     | 1–1 | 1–1 | —   | 2–0 |
| 4   | Millonarios | 3   | 6 | 1 | 0 | 5 | 2  | 8  | −6 |              | 0–1 | 0–1 | 2–1 | —   |     |

### Grupo 6
| Pos | Equipe          | Pts | J | V | E | D | GP | GC | SG | Classificado |     | SFE | RGA | TOL | CEP |
| --- | --------------- | --- | - | - | - | - | -- | -- | -- | ------------ | --- | --- | --- | --- | --- |
| 1   | Santa Fe        | 14  | 6 | 4 | 2 | 0 | 9  | 4  | +5 | Fase final   |     | —   | 2–0 | 1–1 | 1–0 |
| 2   | Real Garcilaso  | 10  | 6 | 3 | 1 | 2 | 8  | 7  | +1 | Fase final   |     | 1–1 | —   | 0–3 | 5–1 |
| 3   | Deportes Tolima | 8   | 6 | 2 | 2 | 2 | 7  | 5  | +2 |              |     | 1–2 | 0–1 | —   | 2–1 |
| 4   | Cerro Porteño   | 1   | 6 | 0 | 1 | 5 | 3  | 11 | −8 |              | 1–2 | 0–1 | 0–0 | —   |     |

### Grupo 7
| Pos | Equipe               | Pts | J | V | E | D | GP | GC | SG | Classificado |     | OLI | NEW | UCH | LAR |
| --- | -------------------- | --- | - | - | - | - | -- | -- | -- | ------------ | --- | --- | --- | --- | --- |
| 1   | Olimpia              | 13  | 6 | 4 | 1 | 1 | 16 | 7  | +9 | Fase final   |     | —   | 4–1 | 3–0 | 2–2 |
| 2   | Newell's Old Boys    | 9   | 6 | 3 | 0 | 3 | 11 | 10 | +1 | Fase final   |     | 3–1 | —   | 1–2 | 3–1 |
| 3   | Universidad de Chile | 9   | 6 | 3 | 0 | 3 | 7  | 9  | −2 |              |     | 0–1 | 0–2 | —   | 2–0 |
| 4   | Deportivo Lara       | 4   | 6 | 1 | 1 | 4 | 8  | 16 | −8 |              | 1–5 | 2–1 | 2–3 | —   |     |

### Grupo 8
| Pos | Equipe     | Pts | J | V | E | D | GP | GC | SG | Classificado |     | FLU | GRE | HUA | CAR |
| --- | ---------- | --- | - | - | - | - | -- | -- | -- | ------------ | --- | --- | --- | --- | --- |
| 1   | Fluminense | 11  | 6 | 3 | 2 | 1 | 5  | 5  | 0  | Fase final   |     | —   | 0–3 | 1–1 | 1–0 |
| 2   | Grêmio     | 8   | 6 | 2 | 2 | 2 | 10 | 6  | +4 | Fase final   |     | 0–0 | —   | 1–2 | 4–1 |
| 3   | Huachipato | 8   | 6 | 2 | 2 | 2 | 10 | 8  | +2 |              |     | 1–2 | 1–1 | —   | 1–3 |
| 4   | Caracas    | 6   | 6 | 2 | 0 | 4 | 6  | 12 | −6 |              | 0–1 | 2–1 | 0–4 | —   |     |

## Classificação para a fase final
Para a determinação das chaves da fase de oitavas-de-final em diante, as equipes foram divididas entre os primeiros colocados e os segundos colocados na fase de grupos, definindo os cruzamentos da seguinte forma: 1º vs. 16º, 2º vs. 15º, 3º vs. 14º, 4º vs. 13º, 5º vs. 12º, 6º vs. 11º, 7º vs. 10º e 8º vs. 9º, sendo de 1º a 8º os primeiros de cada grupo e de 9º a 16º os segundos.
Esta classificação também serve para determinar em todas as fases seguintes qual time jogará a partida de volta em casa, sendo sempre o time de melhor colocação a ter este direito.
Caso duas equipes de um mesmo país se classificassem para a fase semifinal, elas obrigatoriamente teriam que se enfrentar, mesmo que o emparceiramento não apontasse para isso. Se na decisão, uma das equipes fosse do México, a primeira partida da final seria obrigatoriamente em território mexicano.
Tabela de classificação
| Pos. | Primeiros dos grupos | Pts | J | V | E | D | GP | GC | SG | Ap  |
| ---- | -------------------- | --- | - | - | - | - | -- | -- | -- | --- |
| 1    | Atlético Mineiro     | 15  | 6 | 5 | 0 | 1 | 16 | 9  | +7 | 83% |
| 2    | Santa Fe             | 14  | 6 | 4 | 2 | 0 | 9  | 4  | +5 | 78% |
| 3    | Olimpia              | 13  | 6 | 4 | 1 | 1 | 16 | 7  | +9 | 72% |
| 4    | Corinthians          | 13  | 6 | 4 | 1 | 1 | 10 | 2  | +8 | 72% |
| 5    | Vélez Sarsfield      | 13  | 6 | 4 | 1 | 1 | 10 | 3  | +7 | 72% |
| 6    | Fluminense           | 11  | 6 | 3 | 2 | 1 | 5  | 5  | 0  | 61% |
| 7    | Nacional             | 10  | 6 | 3 | 1 | 2 | 10 | 6  | +4 | 55% |
| 8    | Palmeiras            | 9   | 6 | 3 | 0 | 3 | 5  | 5  | 0  | 50% |

| Pos. | Segundos dos grupos | Pts | J | V | E | D | GP | GC | SG | Ap  |
| ---- | ------------------- | --- | - | - | - | - | -- | -- | -- | --- |
| 9    | Tijuana             | 13  | 6 | 4 | 1 | 1 | 8  | 4  | +4 | 72% |
| 10   | Real Garcilaso      | 10  | 6 | 3 | 1 | 2 | 8  | 7  | +1 | 55% |
| 11   | Emelec              | 10  | 6 | 3 | 1 | 2 | 5  | 4  | +1 | 55% |
| 12   | Newell's Old Boys   | 9   | 6 | 3 | 0 | 3 | 11 | 10 | +1 | 50% |
| 13   | Boca Juniors        | 9   | 6 | 3 | 0 | 3 | 7  | 7  | 0  | 50% |
| 14   | Tigre               | 9   | 6 | 3 | 0 | 3 | 9  | 10 | –1 | 50% |
| 15   | Grêmio              | 8   | 6 | 2 | 2 | 2 | 10 | 6  | +4 | 44% |
| 16   | São Paulo           | 7   | 6 | 2 | 1 | 3 | 8  | 8  | 0  | 39% |

## Fase final
Em itálico, os times que possuem o mando de campo no primeiro jogo do confronto e em negrito os times classificados.
|  | Oitavas de final            | Oitavas de final            | Oitavas de final            | Oitavas de final            |        |                | Quartas de final   | Quartas de final   | Quartas de final   | Quartas de final   |  |                   | Semifinais         | Semifinais         | Semifinais         | Semifinais         |         |   | Final            | Final            | Final            | Final            |
|  | de 24 de abril a 16 de maio | de 24 de abril a 16 de maio | de 24 de abril a 16 de maio | de 24 de abril a 16 de maio |        |                | de 22 a 30 de maio | de 22 a 30 de maio | de 22 a 30 de maio | de 22 a 30 de maio |  |                   | de 2 a 10 de julho | de 2 a 10 de julho | de 2 a 10 de julho | de 2 a 10 de julho |         |   | 17 e 24 de julho | 17 e 24 de julho | 17 e 24 de julho | 17 e 24 de julho |
|  |                             |                             |                             |                             |        |                |                    |                    |                    |                    |  |                   |                    |                    |                    |                    |         |   |                  |                  |                  |                  |
|  | Emelec                      | 2                           | 0                           | 2                           |        |                |                    |                    |                    |                    |  |                   |                    |                    |                    |                    |         |   |                  |                  |                  |                  |
|  | Fluminense                  | 1                           | 2                           | 3                           |        |                |                    |                    |                    |                    |  |                   |                    |                    |                    |                    |         |   |                  |                  |                  |                  |
|  | Fluminense                  | 1                           | 2                           | 3                           |        | Fluminense     | 0                  | 1                  | 1                  |                    |  |                   |                    |                    |                    |                    |         |   |                  |                  |                  |                  |
|  |                             |                             |                             |                             |        | Fluminense     | 0                  | 1                  | 1                  |                    |  |                   |                    |                    |                    |                    |         |   |                  |                  |                  |                  |
|  |                             | Olimpia                     | 0                           | 2                           | 2      |                |                    |                    |                    |                    |  |                   |                    |                    |                    |                    |         |   |                  |                  |                  |                  |
|  | Tigre                       | Olimpia                     | 0                           | 2                           | 2      | 2              | 0                  | 2                  |                    |                    |  |                   |                    |                    |                    |                    |         |   |                  |                  |                  |                  |
|  | Tigre                       |                             |                             |                             |        | 2              | 0                  | 2                  |                    |                    |  |                   |                    |                    |                    |                    |         |   |                  |                  |                  |                  |
|  | Olimpia                     | 1                           | 2                           | 3                           |        |                |                    |                    |                    |                    |  |                   |                    |                    |                    |                    |         |   |                  |                  |                  |                  |
|  | Olimpia                     | 1                           | 2                           | 3                           |        |                |                    |                    |                    |                    |  | Olimpia           | 2                  | 0                  | 2                  |                    |         |   |                  |                  |                  |                  |
|  |                             |                             |                             |                             |        |                |                    |                    |                    |                    |  | Olimpia           | 2                  | 0                  | 2                  |                    |         |   |                  |                  |                  |                  |
|  |                             | Santa Fe                    | 0                           | 1                           | 1      |                |                    |                    |                    |                    |  |                   |                    |                    |                    |                    |         |   |                  |                  |                  |                  |
|  | Real Garcilaso (pen)        | Santa Fe                    | 0                           | 1                           | 1      | 1              | 0                  | 1 (4)              |                    |                    |  |                   |                    |                    |                    |                    |         |   |                  |                  |                  |                  |
|  | Real Garcilaso (pen)        |                             |                             |                             |        | 1              | 0                  | 1 (4)              |                    |                    |  |                   |                    |                    |                    |                    |         |   |                  |                  |                  |                  |
|  | Nacional                    | 0                           | 1                           | 1 (1)                       |        |                |                    |                    |                    |                    |  |                   |                    |                    |                    |                    |         |   |                  |                  |                  |                  |
|  | Nacional                    | 0                           | 1                           | 1 (1)                       |        | Real Garcilaso | 1                  | 0                  | 1                  |                    |  |                   |                    |                    |                    |                    |         |   |                  |                  |                  |                  |
|  |                             |                             |                             |                             |        | Real Garcilaso | 1                  | 0                  | 1                  |                    |  |                   |                    |                    |                    |                    |         |   |                  |                  |                  |                  |
|  |                             | Santa Fe                    | 3                           | 2                           | 5      |                |                    |                    |                    |                    |  |                   |                    |                    |                    |                    |         |   |                  |                  |                  |                  |
|  | Grêmio                      | Santa Fe                    | 3                           | 2                           | 5      | 2              | 0                  | 2                  |                    |                    |  |                   |                    |                    |                    |                    |         |   |                  |                  |                  |                  |
|  | Grêmio                      |                             |                             |                             |        | 2              | 0                  | 2                  |                    |                    |  |                   |                    |                    |                    |                    |         |   |                  |                  |                  |                  |
|  | Santa Fe (gf)               | 1                           | 1                           | 2                           |        |                |                    |                    |                    |                    |  |                   |                    |                    |                    |                    |         |   |                  |                  |                  |                  |
|  | Santa Fe (gf)               | 1                           | 1                           | 2                           |        |                |                    |                    |                    |                    |  |                   |                    |                    |                    |                    | Olimpia | 2 | 0                | 2 (3)            |                  |                  |
|  |                             |                             |                             |                             |        |                |                    |                    |                    |                    |  |                   |                    |                    |                    |                    |         | 2 | 0                | 2 (3)            |                  |                  |
|  |                             | Atlético Mineiro (pen)      | 0                           | 2                           | 2 (4)  |                |                    |                    |                    |                    |  |                   |                    |                    |                    |                    |         |   |                  |                  |                  |                  |
|  | Boca Juniors                | Atlético Mineiro (pen)      | 0                           | 2                           | 2 (4)  | 1              | 1                  | 2                  |                    |                    |  |                   |                    |                    |                    |                    |         |   |                  |                  |                  |                  |
|  | Boca Juniors                |                             |                             |                             |        | 1              | 1                  | 2                  |                    |                    |  |                   |                    |                    |                    |                    |         |   |                  |                  |                  |                  |
|  | Corinthians                 | 0                           | 1                           | 1                           |        |                |                    |                    |                    |                    |  |                   |                    |                    |                    |                    |         |   |                  |                  |                  |                  |
|  | Corinthians                 | 0                           | 1                           | 1                           |        | Boca Juniors   | 0                  | 0                  | 0 (9)              |                    |  |                   |                    |                    |                    |                    |         |   |                  |                  |                  |                  |
|  |                             |                             |                             |                             |        | Boca Juniors   | 0                  | 0                  | 0 (9)              |                    |  |                   |                    |                    |                    |                    |         |   |                  |                  |                  |                  |
|  |                             | Newell's Old Boys (pen)     | 0                           | 0                           | 0 (10) |                |                    |                    |                    |                    |  |                   |                    |                    |                    |                    |         |   |                  |                  |                  |                  |
|  | Newell's Old Boys (gf)      | Newell's Old Boys (pen)     | 0                           | 0                           | 0 (10) | 0              | 2                  | 2                  |                    |                    |  |                   |                    |                    |                    |                    |         |   |                  |                  |                  |                  |
|  | Newell's Old Boys (gf)      |                             |                             |                             |        | 0              | 2                  | 2                  |                    |                    |  |                   |                    |                    |                    |                    |         |   |                  |                  |                  |                  |
|  | Vélez Sarsfield             | 1                           | 1                           | 2                           |        |                |                    |                    |                    |                    |  |                   |                    |                    |                    |                    |         |   |                  |                  |                  |                  |
|  | Vélez Sarsfield             | 1                           | 1                           | 2                           |        |                |                    |                    |                    |                    |  | Newell's Old Boys | 2                  | 0                  | 2 (2)              |                    |         |   |                  |                  |                  |                  |
|  |                             |                             |                             |                             |        |                |                    |                    |                    |                    |  | Newell's Old Boys | 2                  | 0                  | 2 (2)              |                    |         |   |                  |                  |                  |                  |
|  |                             | Atlético Mineiro (pen)      | 0                           | 2                           | 2 (3)  |                |                    |                    |                    |                    |  |                   |                    |                    |                    |                    |         |   |                  |                  |                  |                  |
|  | Tijuana                     | Atlético Mineiro (pen)      | 0                           | 2                           | 2 (3)  | 0              | 2                  | 2                  |                    |                    |  |                   |                    |                    |                    |                    |         |   |                  |                  |                  |                  |
|  | Tijuana                     |                             |                             |                             |        | 0              | 2                  | 2                  |                    |                    |  |                   |                    |                    |                    |                    |         |   |                  |                  |                  |                  |
|  | Palmeiras                   | 0                           | 1                           | 1                           |        |                |                    |                    |                    |                    |  |                   |                    |                    |                    |                    |         |   |                  |                  |                  |                  |
|  | Palmeiras                   | 0                           | 1                           | 1                           |        | Tijuana        | 2                  | 1                  | 3                  |                    |  |                   |                    |                    |                    |                    |         |   |                  |                  |                  |                  |
|  |                             |                             |                             |                             |        | Tijuana        | 2                  | 1                  | 3                  |                    |  |                   |                    |                    |                    |                    |         |   |                  |                  |                  |                  |
|  |                             | Atlético Mineiro (gf)       | 2                           | 1                           | 3      |                |                    |                    |                    |                    |  |                   |                    |                    |                    |                    |         |   |                  |                  |                  |                  |
|  | São Paulo                   | Atlético Mineiro (gf)       | 2                           | 1                           | 3      | 1              | 1                  | 2                  |                    |                    |  |                   |                    |                    |                    |                    |         |   |                  |                  |                  |                  |
|  | São Paulo                   |                             |                             |                             |        | 1              | 1                  | 2                  |                    |                    |  |                   |                    |                    |                    |                    |         |   |                  |                  |                  |                  |
|  | Atlético Mineiro            | 2                           | 4                           | 6                           |        |                |                    |                    |                    |                    |  |                   |                    |                    |                    |                    |         |   |                  |                  |                  |                  |

### Final
Jogo de ida
| 17 de julho   | Olimpia                   | 2 – 0     | Atlético Mineiro | Estádio Defensores del Chaco, Assunção |
| 20:50 (UTC-4) | Silva 22' · Pittoni 90+3' | Relatório |                  | Árbitro: ARG Néstor Pittana            |

| Olimpia | Atlético-MG |

Jogo de volta
| 24 de julho   | Atlético Mineiro            | 2 – 0 (pro) | Olimpia | Estádio Mineirão, Belo Horizonte |
| 21:50 (UTC−3) | Jô 46' · Leonardo Silva 86' | Relatório   |         | Árbitro: COL Wilmar Roldán       |

| Atlético-MG | Olimpia |

|                                        |       | Penalidades                            |  |
| Alecsandro Guilherme Jô Leonardo Silva | 4 – 3 | Miranda Ferreyra Candia Aranda Giménez |  |

## Premiação
| Copa Libertadores da América de 2013 |
| Brasil                               |
| ------------------------------------ |
| ATLÉTICO MINEIRO Campeão (1º título) |

## Ocorrências

### Tragédia de Oruro
Em 20 de fevereiro durante a partida entre San José e Corinthians (1–1) pelo grupo 5, que acontecia no Estádio Jesús Bermúdez em Oruro, Bolívia, o torcedor do time mandante Kevin Douglas Beltrán Espada, de 14 anos, morreu ao ser atingido por um sinalizador em seu olho direito. Segundo a polícia local, o artefato teria vindo da torcida visitante e deteve doze torcedores suspeitos do crime. Após analise da súmula do árbitro Carlos Vera, o Corinthians foi punido pela CONMEBOL a jogar suas partidas como mandante de portões fechados, com seus torcedores sem direito a bilhetes em jogos como visitante. Após cumprir a pena inicial na partida contra o Millonarios em 27 de fevereiro, o Tribunal de Disciplina da CONMEBOL resolver manter apenas a proibição da entrada de torcedores do Corinthians nos jogos como visitante, além de multa no valor de 200 000 dólares americanos. Ao São José foi imposto uma multa de 10 000 dólares.
O episódio remeteu a uma trágedia semelhante a que aconteceu durante uma partida entre os argentinos Boca Juniors e Racing Club pelo Torneio Metropolitano de 1983, em La Bombonera, no qual um dos torcedores da La Doce, uma torcida organizada do Boca Juniors, lançou um artefato que cruzou toda a extensão do campo até atingir um torcedor do Racing de 26 anos que acabou morrendo.

### Punições disciplinares
Em decorrência da confusão ocorrida no final da Copa Sul-Americana de 2012 entre São Paulo e Tigre, ambos os clubes foram punidos. O Tigre foi multado na quantia de 100 000 dólares americanos, enquanto o São Paulo, além de ser multado na mesma quantia, perdeu seu mando de campo no jogo contra o Arsenal de Sarandí no dia 7 de março.
O Tribunal de Disciplina da CONMEBOL também abriu expedientes disciplinares para julgar punições ao Peñarol e o Vélez Sarsfield, em decorrência das confusões ocorridas no jogo entre essas duas equipes no dia 26 de fevereiro. Foi aplicada uma punição de um mando de jogo com portões fechados ao Vélez Sarsfield, a cuprir contra o mesmo Peñarol a 12 de março, assim como será proibida a presença de torcedores do clube em jogos como visitante até a fase semifinal e multa de 100 000 dólares. O Peñarol foi multado em 14 000 dólares e advertido.

### Arbitragem polêmica
Em 2013, o paraguaio Carlos Amarilla apitou o jogo de volta entre Corinthians e Boca Juniors, pela fase final da Libertadores da América, no Estádio do Pacaembu. Depois da vitória argentina na primeira partida por 1 a 0, o Corinthians contestou alguns lances da partida onde acabou eliminado após o empate por 1 a 1 na volta em São Paulo. Em 2015 foi divulgado uma escuta telefônica em que o então presidente da Associação do Futebol Argentino, Julio Grondona, participou da escalação do árbitro para a partida e aprovou a sua atuação controversa, num possível esquema para beneficiar o clube argentino. Grondona morreu em 2014 e Amarilla negou qualquer participação no esquema.

## Artilharia
| 7 gols (1) - Jô (Atlético Mineiro) 6 gols (2) - Diego Tardelli (Atlético Mineiro) - Ignacio Scocco (Newell's Old Boys) 5 gols (4) - Braian Rodríguez (Huachipato) - Fredy Bareiro (Olimpia) - Juan Manuel Salgueiro (Olimpia) - Luís Fabiano (São Paulo) 4 gols (13) - Bernard (Atlético Mineiro) - Cristian Martínez Borja (Santa Fe) - Fidel Martínez (Tijuana) - Irven Ávila (Sporting Cristal) - Jádson (São Paulo) - Juan Carlos Ferreyra (Olimpia) - Manuel Villalobos (Deportes Iquique) - Matías Pérez García (Tigre) - Paolo Guerrero (Corinthians) - Rogerio Leichtweis (Deportes Tolima) - Ronaldinho (Atlético Mineiro) - Rubén Botta (Tigre) - Wilder Medina (Santa Fe) 3 gols (20) - Carlos Lobatón (Sporting Cristal) - Carlos Saucedo (San José) - Darío Benedetto (Arsenal de Sarandí) - Duvier Riascos (Tijuana) - Édgar Benítez (Toluca) - Fred (Fluminense) - Gabriel Peñalba (Tigre) - Gonzalo Bueno (Nacional) - Herminio Miranda (Olimpia) - Hernán Barcos (Grêmio) - Iván Alonso (Nacional) - Jefferson Cuero (Santa Fe) - Louis Angelo Peña (Caracas) - Maxi Rodríguez (Newell's Old Boys) - Omar Pérez (Santa Fe) - Osvaldo (São Paulo) - Pablo Velázquez (Libertad) - Rogério Ceni (São Paulo) - Wilson Pittoni (Olimpia) - Zé Roberto (Grêmio) 2 gols (42) - Alexandre Pato (Corinthians) - Alfredo Ramúa (Real Garcilaso) - Aloísio (São Paulo) - Charles (Palmeiras) - Damián Díaz (Barcelona) - Diego Braghieri (Arsenal de Sarandí) - Eduardo Aranda (Olimpia) - Eduardo Vargas (Grêmio) - Elano (Grêmio) - Fabián Estoyanoff (Peñarol) - Federico Falcone (Huachipato) - Federico Insúa (Vélez Sársfield) - Fernando Gaibor (Emelec) - Harold Reina (The Strongest) - Jhon Valencia (Santa Fe) - Jonathan Copete (Vélez Sársfield) - José Ariel Núñez (Libertad) - José Torrealba (Deportivo Lara) - Juan Manuel Olivera (Peñarol) - Juan Román Riquelme (Boca Juniors) - Julio César Furch (Arsenal de Sarandí) | 2 gols (continuação) - Leandro Leguizamón (Tigre) - Luan (Atlético Mineiro) - Luis Melgar (The Strongest) - Luis Tejada (Toluca) - Marcelo Gomes (San José) - Marlon Antonio Fernández (Deportivo Lara) - Miguel Aceval (Huachipato) - Milton Casco (Newell's Old Boys) - Nelson Cabrera (Bolívar) - Nicolás Blandi (Boca Juniors) - Óscar Gamarra (Real Garcilaso) - Paulinho (Corinthians) - Pedro Benítez (Libertad) - Réver (Atlético Mineiro) - Richard Ortiz (Olimpia) - Rodrigo Díaz (Deportes Iquique) - Rolando Bogado (Real Garcilaso) - Sebastián Ubilla (Universidad de Chile) - Vicente Sánchez (Nacional) - Wagner (Fluminense) - William Ferreira (Bolívar) 1 gol (103) - Ademilson (São Paulo) - Agustín Allione (Vélez Sársfield) - Alecsandro (Atlético Mineiro) - Alejandro Chumacero (The Strongest) - Alejandro Silva (Olimpia) - André Santos (Grêmio) - Andrés Felipe Andrade (Tolima) - Andrés Scotti (Nacional) - Ángel Gastón Díaz (Tigre) - Ariel Nahuelpan (Barcelona) - Caio (Palmeiras) - Carlinhos (Fluminense) - Carlos Esquivel (Toluca) - Carlos Feraud (LDU Quito) - César Cortés (Universidad de Chile) - Charles Aránguiz (Universidad de Chile) - Charles Monsalvo (Deportes Tolima) - Claudio Pérez (Boca Juniors) - Cristian Nasuti (Emelec) - Danilo (Corinthians) - Dany Curé (Caracas) - David Macaliser Silva (Tolima) - Edder Farías (Caracas) - Edenilson (Corinthians) - Edgar Castillo (Tijuana) - Edgar Pérez Greco (Deportivo Lara) - Elionai Sánchez (Caracas) - Ernesto Cristaldo (The Strongest) - Ezequiel Maggiolo (Tigre) - Ezequiel Rescaldani (Vélez Sársfield) - Fabio Ramos (Real Garcilaso) - Facundo Ferreyra (Vélez Sársfield) - Federico Santander (Tigre) - Fernando (Grêmio) - Fernando Arce (Tijuana) - Fernando Gago (Vélez Sársfield) - Flavio Santos (Toluca) - Francisco Meza (Santa Fe) - Gonzalo Castillejos (Barcelona) - Guilherme (Atlético Mineiro) - Guillermo Fernández (Boca Juniors) - Guillermo Marino (Universidad de Chile) - Henrique (Palmeiras) - Horacio Orzán (Newell's Old Boys) | 1 gol (continuação) - Isaac Díaz (Universidad de Chile) - Israel Damonte (Nacional) - Javier Gandolfi (Tijuana) - Jeremías Caggiano (Deportivo Anzoátegui) - Jesús Gómez (Deportivo Lara) - Joe Corona (Tijuana) - Jonathan Fabbro (Cerro Porteño) - Jorge González (Libertad) - Jorge Ortiz (Arsenal de Sarandí) - Juan Manuel Martínez (Boca Juniors) - Leandro Somoza (Boca Juniors) - Leonardo Silva (Atlético Mineiro) - Lucas Pratto (Vélez Sársfield) - Lucas Romero (Vélez Sársfield) - Luciano Civelli (Universidad de Chile) - Marcelo Zalayeta (Peñarol) - Marcos Barrera (The Strongest) - Marcos Cáceres (Newell's Old Boys) - Marlon de Jesús (Emelec) - Martín Rolle (Arsenal de Sarandí) - Martín Tonso (Newell's Old Boys) - Matías Aguirregaray (Peñarol) - Mauricio Montes (Real Garcilaso) - Michael Arroyo (Barcelona) - Miguel Samudio (Libertad) - Nelson Sebastián Maz (León) - Nelvin Solíz (The Strongest) - Nicolás Aguirre (Arsenal de Sarandí) - Nicolás Núñez (Huachipato) - Pablo César Aguilar (Tijuana) - Pablo Pérez (Newell's Old Boys) - Patrick Vieira (Palmeiras) - Pedro Franco (Millonarios) - Rafael Sóbis (Fluminense) - Renzo Sheput (Sporting Cristal) - Rhayner (Fluminense) - Richard Ruiz (Tijuana) - Roberto Nanni (Cerro Porteño) - Romarinho (Corinthians) - Ronald Quinteros (Universidad César Vallejo) - Salustiano Candia (Olimpia) - Santiago Silva (Boca Juniors) - Sebastián Abreu (Nacional) - Sebastián Domínguez (Vélez Sársfield) - Sebastián Ereros (Deportes Iquique) - Sebastián Gallegos (Peñarol) - Sergio Aquino (Libertad) - Souza (Palmeiras) - Víctor Ferreira (Real Garcilaso) - Vinicio Angulo (Emelec) - Wason Rentería (Millonarios) - Wellington Nem (Fluminense) - Werley (Grêmio) - Williams Martínez (Cerro Porteño) - Yimmi Chará (Deportes Tolima) - Yoshiro Salazar (Real Garcilaso) - Yovanny Arrechea (León) - Yuber Mosquera (Deportivo Lara) - Zamir Valoyes (Deportivo Lara) Gols-contra (6) - Enrique Bologna (Peñarol, para o Vélez Sársfield) - Facundo Ferreyra (Vélez Sársfield, para o Emelec) - Leandro Euzébio (Fluminense, para o Emelec) - Luis Cardozo (Cerro Porteño, para o Tolima) - Luis Méndez (The Strongest, para o Atlético Mineiro) - Norberto Paparatto (Tigre, para o Olimpia) |